# Pampliega
Pampliega est une commune d'Espagne dans la communauté autonome de Castille-et-León, province de Burgos. Elle s'étend sur 24,4 km2 et comptait environ 364 habitants en 2011.

## Histoire
Les origines de la commune remontent au IIe siècle av. J.-C. Au début du Moyen Âge, elle était connue sous le nom de Pampalica ou Pamplica.
En 642, Chindaswinthe fut élu roi des Wisigoths à Pampliega.

Wamba, roi des Wisigoths de 672 à 680, mourut dans un monastère (aujourd'hui disparu) situé près de ce village autour de 688.